# Anii 380 î.Hr.
Secole: Secolul al V-lea î.Hr. - Secolul al IV-lea î.Hr. - Secolul al III-lea î.Hr.
Decenii: Anii 430 î.Hr. Anii 420 î.Hr. Anii 410 î.Hr. Anii 400 î.Hr. Anii 390 î.Hr. - Anii 380 î.Hr. - Anii 370 î.Hr. Anii 360 î.Hr. Anii 350 î.Hr. Anii 340 î.Hr. Anii 330 î.Hr.
Anii: 390 î.Hr. | 389 î.Hr. | 388 î.Hr. | 387 î.Hr. | 386 î.Hr. | 385 î.Hr. | 384 î.Hr. | 383 î.Hr. | 382 î.Hr. | 381 î.Hr. | 380 î.Hr.
Evenimente